# Nana Asare
Nana Akwasi Asare (* 11. Juli 1986 in Kumasi) ist ein ghanaischer Fußballspieler. Vom Sommer 2013 an bis 2020 stand der Verteidiger beim belgischen Klub KAA Gent unter Vertrag. Aktuell ist er ohne Verein.

## Karriere

### Verein
Asare wurde in der West African Football Academy, einer Fußball-Akademie von Feyenoord Rotterdam in Ghana, ausgebildet. 2003 wurde er vom Hauptverein in das Jugendinternat in Rotterdam übernommen. Zu ersten Einsätzen im Seniorenbereich kam er in der Saison 2004/05, als er an den belgischen Zweitligisten Royal Antwerpen ausgeliehen wurde. Ab 2005 spielte er bei KV Mechelen, zunächst zwei Jahre als Leihgabe von Feyenoord in der zweiten Liga. Nachdem der Klub 2007 in die Erste Division aufstieg, wurde er fest verpflichtet. Nach einem weiteren Jahr in Belgien, zog es den Defensivspieler zur Saison 2009/10 zurück in die Eredivisie. Dort nahm ihn der FC Utrecht unter Vertrag. 2013 wechselte er nach Belgien zurück zum KAA Gent. Insgesamt bestritt er für Gent 215 Liga-, 24 Pokal-, 32 Europapokal- und ein Superpokalspiel. Ab November 2019 spielte er nur noch sporadisch. Sein letztes Spiel für Gent bestritt er am 23. Februar 2020. Am 25. September 2020 einigte er sich mit dem Verein auf eine Vertragsauflösung.

### Nationalmannschaft
Asare stand im Aufgebot beim Afrika-Cup 2008 in Ghana, kam während des Turniers aber nicht zum Einsatz. Sein Debüt im Nationalteam gab er bereits im September 2007 in einem Freundschaftsspiel gegen Marokko im französischen Rouen.

## Erfolge
- Belgischer Meister: 2014/15 (KAA Gent)
- Gewinner des belgischen Supercups: 2015 (KAA Gent)